# Charles Lembé
Charles Lembé, né le 5 décembre 1938 à Yabassi au Cameroun et mort le 6 décembre 2019 à Douala, est un chanteur, interprète, guitariste, auteur-compositeur, chef d’orchestre, producteur, cinéaste et scénariste camerounais.

## Biographie

### Enfance, formation et débuts
Charles Lembé est né à Yabassi au Cameroun le 5 décembre 1938 de Charles Nkongo Mayo Ma Diboma et de Suzanne Soppo Lembé.
Il fait de la musique dès l’âge de 11 ans. A  l’âge de 15 ans, il dirige l’orchestre scolaire de son collège (Le collège moderne de Nkongsamba). La guitare est son instrument de prédilection.

### Carrière
En 1955, il est envoyé en France pour poursuivre ses études. Parallèlement à ses études, il continue à faire de la musique. Il enregistre un 45 tours : Écho du Cameroun. En 1960, il crée à Paris, « La plantation », un club africain.
En 1964, il est engagé comme chef d’orchestre du night-club « Les Anges Noirs » à Bruxelles en Belgique. En 1973, paraît son album The Voice Of Africa. En 1976, paraît le 45 tours Bélè Mba (Appelle-moi) et en 1977 le 33 tours Lembé Sings Africa. En 1979, paraît le 33 tours The voice of Africa, volume 2. Il se distingue par un style aux confluents du jazz et de l'afro-folk aux couleurs sawa.
Charles Lembé a été à la tête de plusieurs projets de création d'usine de fabrication, production et distribution du disque au Cameroun et en Afrique centrale. Au milieu des années 80, il se consacre à l'écriture et à la production cinématographique. En 1985, il produit notamment le long métrage Pourquoi les blancs font la polygamie (Productions du Wouri),.
Charles Lembé meurt le 6 décembre 2019 à l’âge de 81 ans à l’hôpital militaire de Douala.

## Discographie
- 1960: Écho du Cameroun
- 1973: The Voice of Africa
- 1976: Belè Mba